# Indusi
Indusi es una entidad de población española del municipio de Dima, perteneciente a la provincia de Vizcaya, en la comunidad autónoma del País Vasco. En 2022, tenía empadronados 99 habitantes.